# Макаровська (Бабаєвський район)
Макаровська — присілок в Бабаєвському районі Вологодської області Росії.
Входить до складу Борисовського сільського поселення (Борисівська сільрада).
Відстань автодорогою до районного центру Бабаєво — 67 км, до центру муніципального утворення села Борисово-Судське по прямій — 5 км. Найближчі населені пункти — с. Антоновська, с. Карасово, с. Корнілово. Станом на 2002 рік проживало 5 чоловік.